# Franciszek Kubeł
Franciszek Kubeł (ur. 26 czerwca 1900 w Dylewie, zm. 20 lutego 1979 w Ostrołęce) – plutonowy kawalerii Wojska Polskiego i Policji Państwowej. Kawaler Orderu Virtuti Militari.

## Życiorys
Urodził się 26 czerwca 1900 w rodzinie Ignacego i Franciszki z d. Korzeniecka. Absolwent szkoły powszechnej. Od 20 czerwca 1919 ochotnik w szeregach odrodzonego Wojska Polskiego wraz z 3 szwadronem 2 pułku ułanów brał udział w walkach na froncie wojny polsko-bolszewickiej.
Szczególnie zasłużył się 1 października 1920 „w szarżach pod Płońskiem i na polach ciechanowskich /...gdzie/ przebił się na tyły bolszewickiej tyraliery i począł rąbać poszczególnych strzelców nieprzyjacielskich”. Za tę postawę odznaczony Orderem Virtuti Militari. Został ranny w zagonie na Korosteń.
Zwolniony z wojska w marcu 1922. Następnie zajmował się gospodarstwem rodzinnym. Od 15 marca 1924 pracował w Policji Państwowej. Od 1 kwietnia 1934 awansowany na stopień przodownika PP. Pracował m.in. w Ostrołęce, Bielsku Podlaskim, Żyrardowie i Lubartowie. 
Brał udział w wojnie obronnej 1939 w szeregach Samodzielnej Grupy Operacyjnej „Polesie”.
Po zakończeniu II wojny pracował we własnym gospodarstwie rolnym. Pochowany na cmentarzu w Kadzidle.

## Życie prywatne
Żonaty z Marianną z d. Dawid. Mieli troje dzieci.

## Ordery i odznaczenia
- Krzyż Srebrny Orderu Virtuti Militari nr 4013[1][3].